# Fade Into You
"Fade Into You" is een single van de Amerikaanse band Mazzy Star. Het nummer werd uitgebracht als de eerste track op het album So Tonight That I Might See uit 1993. 

## Achtergrond
Fade Into You is geschreven door David Roback en Hope Sandoval en geproduceerd door David Roback. Het nummer was de grootste hit voor Mazzy Star, met noteringen in de Verenigde Staten en het Verenigd Koninkrijk. Het nummer wordt graag gebruikt in series en films. Zo komt het onder andere voor in vijf afleveringen van CSI en de film Starship Troopers. 